# Giovanni Albino
Giovanni Albino (Castelluccio, 1445 circa – Sant'Angelo a Fasanella, post 1495) è stato un abate, scrittore e diplomatico italiano, al servizio del Regno di Napoli.

## Biografia
I suoi dati anagrafici sono incerti. Nacque in Basilicata a Castelluccio (probabilmente nell'attuale Castelluccio Inferiore) intorno al 1445 e si trasferì, successivamente, a Napoli. Fu membro dell'Accademia Pontaniana e, entrato nella corte degli Aragonesi, fu consigliere sotto Ferrante I d'Aragona, oltreché segretario e bibliotecario al servizio di Alfonso II, duca di Calabria. In veste di diplomatico, Albino viaggiò in diverse città italiane (Ferrara, Urbino, Milano, Roma) ed anche in Albania.
La sua attività diplomatica, oltre ad essere elogiata dai sovrani aragonesi, gli permise di guadagnarsi la stima di Lorenzo il Magnifico, che in una lettera lo chiamò «caro quanto buon fratello», e del papa Innocenzo VIII. Ricevette, inoltre la nomina di abate della Badia di San Pietro ad Montes in Caserta e dell'abbazia di Sant'Angelo a Fasanella. Ritornato a Castelluccio, si dedicò alla scrittura. Nel 1495, con l'occupazione di Napoli da parte di Carlo VIII, Albino subì, per ordine del viceré Gilberto di Montpensier, la confisca dei beni per essere stato, fino alla fine, fedele alla monarchia spagnola.
Dopo il ritorno degli aragonesi con Ferrandino, di Albino non si conosce più nulla e si spense probabilmente a Sant'Angelo a Fasanella, in provincia di Salerno. Lasciò un importante documento del suo tempo sulle imprese dei sovrani aragonesi, De gestis regum Neapolitanorum, qui extant libri quatuor (Napoli, 1589), diviso in sei libri, dei quali sono andati perduti il terzo e il quarto.